# CIECA

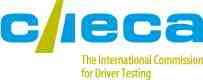
Internationale Kommission für die Führerscheinprüfung

Die Commission Internationale des Examens de Conduite Automobile, kurz CIECA (deutsch Internationale Kommission für die Führerscheinprüfung, inzwischen im Logo englisch International Commission for Driver Testing), ist ein Weltverband der Fahrerlaubnis-Prüforganisationen.
Die Verbandsmitglieder sind die im jeweiligen Land für die Prüfung verantwortliche Stellen. Das können die Verkehrsbehörden selbst oder auch von ihr bevollmächtigte Stellen sein, die im Sinne einer Beleihung als mittelbare Staatsverwaltung konkret als eine Prüforganisationen tätig sind.
Die CIECA wirkte mit ihrer Expertise am Prozess der weiteren Harmonisierung durch die Richtlinie 2006/126/EG über den Führerschein mit. Da in zahlreichen internationalen Workshops fachliche Empfehlungen für die Gestaltung der Fahrerlaubnisprüfung und der Prüferausbildung erarbeitet wurden, wuchs der Einfluss der CIECA auch über Europa hinaus. Inzwischen gibt es Mitglieder in Nordafrika, Nordamerika und Neuseeland.

## Ziele
CIECA hat das Ziel, mit seinen Mitgliedsorganisationen die Entwicklung von Methoden und Verfahren für valide Fahrerlaubnisprüfungen mit hoher Testgüte für eine hohe Verkehrssicherheit und eine umweltschonende Fahrweise voranzutreiben. Hierzu werden CIECA-Foren und -Arbeitsgruppen genutzt, in die auch berufsständische Vertretungen der Fahrschulen einbezogen werden.
Diese Strategie wird es den Mitgliedern ermöglichen, maßgebend die Zukunft für einen sicheren und nachhaltigen Straßenverkehr weltweit zu gestalten. Grundlage dabei ist die Einbeziehung aller Mitglieder in die Maßnahmen, ein Wissensaustausch zur Gewinnung neuer Methoden einschließlich „Best-Practice“ und Verbreitung von Fachwissen sowie Empfehlungen an Mitglieder und nach außen. Eine ständige Aufgabe ist die Beratung der Generaldirektion für Mobilität und Verkehr (MOVE) der Europäischen Kommission.

## Struktur der Gremien
Grundlage für die Arbeitsweise einschließlich Wahlen ist das CIECA-Statut.

### Generalversammlung
Die Generalversammlung ist das oberste Organ von CIECA. Sie tagt im Abstand von zwei Jahren im Land einer Mitgliedsorganisation. Im Februar 2022 waren es 64 Mitglieder aus 37 Ländern und 25 assoziierte Mitglieder aus zwei weiteren Ländern.

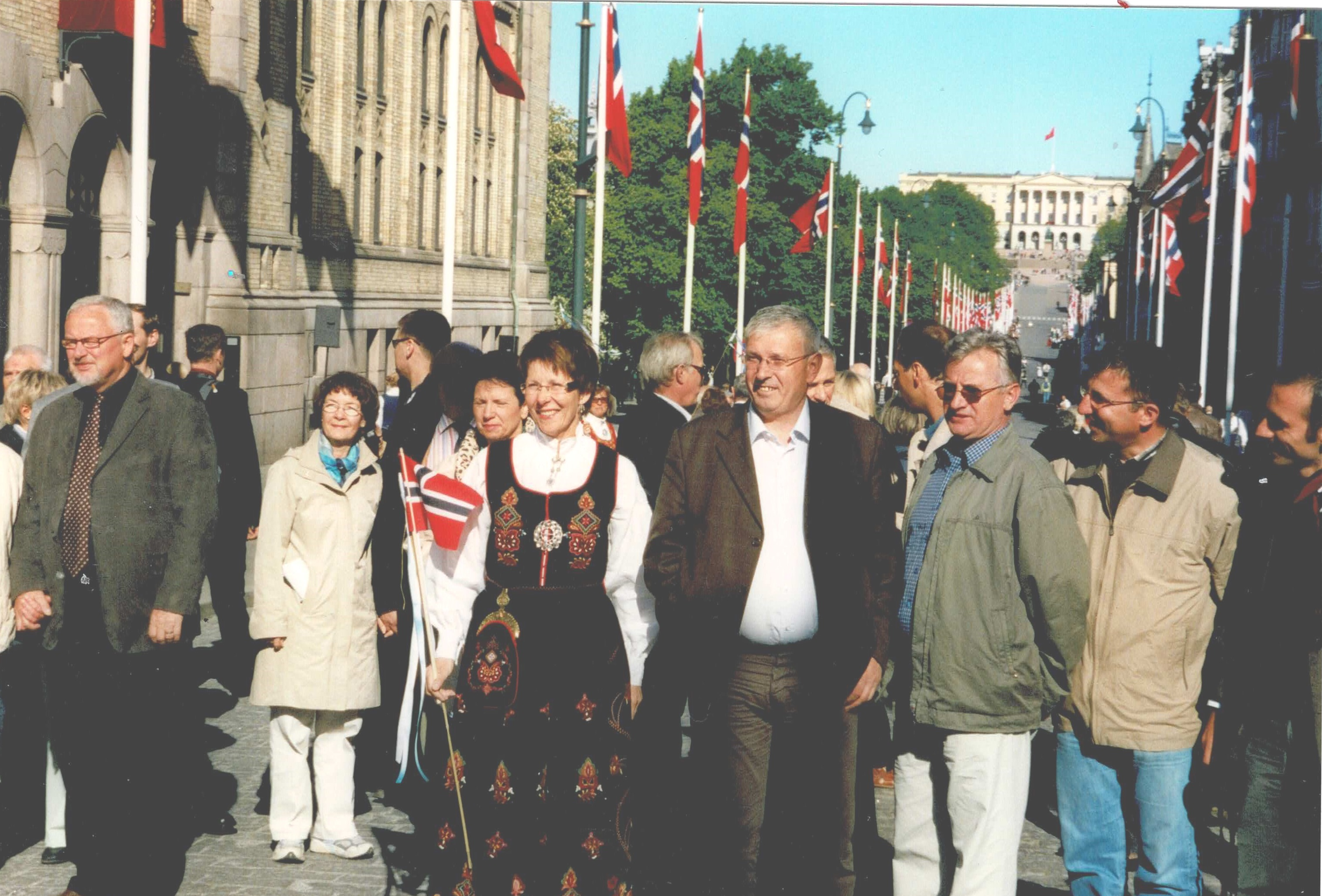
Generalversammlung 15./16. Mai 2007 in Oslo am Nationalfeiertag von Norwegen. CIECA-Präsidentin Sonja Sporstøl in Tracht vor dem Königlichen Schloss

In den Generalversammlungen werden auch die Präsidentin/der Präsident, die Vizepräsidenten und die Generalsekretärin/der Generalsekretär gewählt. Zwischen den Generalversammlungen finden jährliche Kongresse zu fachlichen Themen statt. Beide Veranstaltungen können auch kombiniert werden.

### Permanent Bureau und Sekretariat
Dem Permanent Bureau gehören neben den o. g. beiden Persönlichkeiten fünf Vizepräsidenten und ein Büroleiter an.
Das Permanent Bureau tagt etwa halbjährlich, kontrolliert Abläufe, wertet Arbeitsgruppenergebnisse aus und plant Vorhaben.
Bewährt haben sich Workshops unter bestimmten Themen auf vielfältigen Gebieten. So fand 2018 in Lissabon ein solcher zum Thema Driver Licenc Exchange statt. Dabei ging es nicht nur um Fragen der Gültigkeitsfristen von Führerscheinen, sondern auch um Auflagen wie Sehtests oder medizinische Untersuchungen ab einem bestimmten Alter. Zur Unterstützung der Generaldirektion MOVE der Europäischen Commission bei der Senkung der Verkehrsunfälle wurde auch ein Projekt zur Fahrausbildung erfolgreich durchgeführt: Road User Education (RUE).

### Theory Test Advisory Group (TAG)
Der Theory Test Advisory Group gehören etwa 15 Mitglieder an. Sie sind für die Weiterentwicklung der Theoretischen Fahrerlaubnisprüfung zuständig. Sie führen die Arbeitsbersprechungen auch bei Prüforganisationen durch, um praktische Abläufe kennenzulernen oder um zu beraten.

### Expert Advisory Group (EAG)

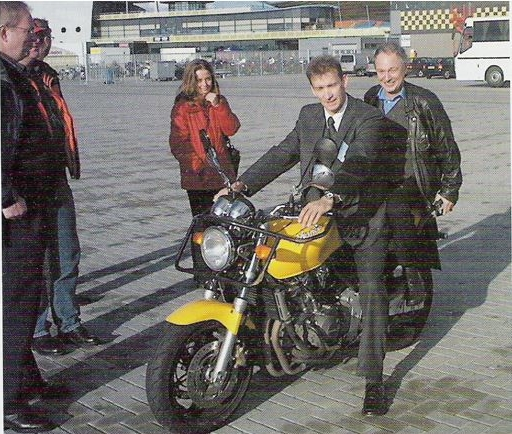
Norwegen: Prüfer auf dem Soziussitz mit Doppelbedienungseinrichtung

Der Expert Advisory Group gehören gegenwärtig zwölf Mitglieder an. Sie sind für die Weiterentwicklung der Praktischen Fahrerlaubnisprüfung zuständig und arbeiten analog der oben genannten TAG. Auf diesem Gebiet herrscht eine größere Vielfalt von Prüfmethoden. So erfolgt in Norwegen die Motorradprüfung praxisnah mit dem Prüfer auf dem Soziussitz und Doppelbebedienungseinrichtung. In den Niederlanden ist kostenpflichtiges Üben der Abschlussprüfung mit einem Prüfer der Prüforganisation CBR möglich. Das verringert die Nervosität in der späteren „scharfen“ Prüfung. Eine Spielregel ist bei der Auswertung der Fahrt wichtig: das Urteil „Sie hätten nicht/bestanden“ muss entfallen.
In Österreich gehört zur Fahrschulausstattung – wie früher in der DDR – ein Übungsplatz zum Ausbilden und Prüfen der Grundfahraufgaben im Schonraum.

### Fit to Drive Group
Die Fit to Drive Group bearbeitet Themen zur Fahreignung, die nicht zum Gebiet der Fahrerlaubnisprüfung gehört. Da aber die Fahrtauglichkeit/Fahreignung Voraussetzung für die Erteilung und den Erhalt einer Fahrerlaubnis ist, wirken unter dem Dach der CIECA Experten auf diesem Gebiet mit. Regelmäßige Workshops werden für die Entwicklung dieses Fachgebiets seit 2007 durchgeführt.

## Geschichte
Am 15. November 1956 wurde die CIECA in Den Haag von Experten auf dem Gebiet der Führerscheinprüfung gegründet. Diese kamen aus Frankreich, Großbritannien, den Niederlanden, Österreich, Schweden, der Schweiz und Westdeutschland. Die Anzahl der Mitgliedsländer wuchs ständig. Zunächst gab es zwischen den Mitgliedern einen Erfahrungsaustausch, der sich nach einigen Jahren zum Datenaustausch erweiterte.
In den 1980er Jahren begann die Europäische Union mit der Harmonisierung der Systeme der Fahrerlaubnisklassen, der Prüfungen, der Ausgabe, der Gültigkeitsdauer und Verlängerung der Fahrerlaubnisse. Einheitliche Muster für den Führerschein gehörten zu den Richtlinien (wie zunächst Richtlinie 80/1263/EWG).
Ein Umbruch bei CIECA durch Mitwirkung an der Gestaltung der einschlägigen EU-Richtlinien rund um das Fahrerlaubnisrecht erfolgte auf der Generalversammlung 1993 in Maastricht. Dieses Signal sollte an den im Februar 1992 abgeschlossenen EU-Vertrag von Maastricht erinnern. Die Kohäsion (Politik) leitete damals in der EU eine neue Ära ein.
Der neue CIECA-Präsident Jozef-Peter Vaessen – Direktor der niederländischen Prüforganisation CBR – hatte besondere Redner eingeladen: den damaligen Präsidenten des Europäischen Parlaments (Braizsers) und den Generaldirektor für Verkehr der Europäischen Kommission (Schepers).

## Mitgliedsorganisationen
Folgende Mitgliedsorganisationen gehören zur CIECA (Stand: 2022):
Belgien, Bulgarien, Dänemark, Deutschland (3 Mitglieder: TÜV-Verband, Dekra, arge tp TÜV/Dekra), Estland, Färöer-Inseln, Finnland, Frankreich, Georgien, Großbritannien, Irland, Island, Kanada, Kosovo, Kroatien, Lettland, Litauen, Luxemburg, Malta, Monaco, Neuseeland, Niederlande, Nordirland, Norwegen, Österreich (2 Mitglieder), Polen, Portugal, Rumänien, Spanien, Schweden (2 Mitglieder), Schweiz, Südkorea, Tschechien, Tunesien (2 Mitglieder), Ungarn, Vereinigte Arabische Emirate, Zypern.
Die Europäische Fahrlehrer-Assoziation (EFA) ist kooptiertes Mitglied.
Deutschland war nach Gründung von CIECA zunächst nur durch den zuständigen Leiter des Referats „Zulassung von Personen“ des damaligen Bundesministeriums für Verkehr vertreten. Später wurde der Verband der Technischen Überwachungsvereine (VdTÜV; heute: Verband TÜV) offizielles Mitglied. Nach Gründung des DEKRA e. V. Dresden mit seiner Technischen Prüfstelle für die sechs neuen Bundesländer wurde 1992 auch diese Prüforganisation Mitglied. 1999 schlossen sich TÜV Nord, TÜV Rheinland, TÜV Süd und DEKRA zur Arbeitsgemeinschaft TP 21 zusammen. Diese Einrichtung der Prüforganisationen trat ebenfalls der CIECA bei. Ein Vertreter des Bundesverkehrsministeriums (Referat StV 11) ist aber auch weiterhin Mitglied der deutschen Delegation bei den regelmäßigen Generalversammlungen und Kongressen.